# リナ・メディナ
リナ・マルセラ・メディナ・デ・フラード（Lina Marcela Medina de Jurado、スペイン語発音: [ˈlina meˈdina]、1933年9月27日 - ）は、ペルーのポーランジェ出身で、5歳7か月21日という世界最年少で子供を出産した女性。

## 初期の人生と出産
当時5歳だったリナはお腹が大きくなったために両親に病院に連れて行かれた。当初は腫瘍を疑われたが、診断の結果妊娠7か月であることが判明した。医師のヘラルド・ロサーダが彼女をペルーの首都リマに連れて行き、他の専門家によってリナが妊娠していることが確かめられた。
それから1か月半後の1939年5月14日に帝王切開で男児を出産した。骨盤が小さすぎて通常の分娩が不可能だったためである。手術は麻酔下でロサーダ、ブサイユ、コラレータ医師によって行われた。その様子はフランスの医学会の会員であったエドムンド・エスコメル医師による報告（手紙）の形でフランスの学会誌に掲載された。
その手紙には、リナが8か月で初経を迎えたこと、4歳で乳房が成長し始めたこと、妊娠後骨盤が広がるなど骨格的な成長が見られたことなどが併せて記載されている。
彼女の息子は2.7kgで、主治医にちなんでヘラルドと名付けられた。ヘラルドは長い間リナを自分の姉だと思っていたが、10歳の時にリナが母親であることを知らされた。

## 子供の父親と彼女のその後
リナは子供の父親とその後の自身の暮らしについては明らかにしていない。エスコメル医師は、妊娠について、リナ自身がよく理解していないのではないかと語っている。妊娠が明らかになった直後、彼女の父親が児童性的虐待の疑いで逮捕されたが、証拠不十分のため釈放され、生物学上の父親が特定されることはなかった。彼女の息子は健康に育ったが、1979年、40歳のときに亡くなった。
リナは息子を高校に通わせるのを助けてくれたロサーダ医師の秘書として働いた。その後、ラウル・フラードと結婚し、1972年に2人目の男の子を出産した。彼らは2002年現在、「リトル・シカゴ」として知られているリマの貧困地域に住んでいる。2002年、リナはロイターからインタビューを申し込まれたが、拒否している。

## 証拠資料
この騒動はいたずらであると憶測されていたが、生検、子宮内の胎児骨格のX線、医師によって撮影された写真に基づいて、数年にわたり多くの医師が事実であることを確認している。
この件に関する写真は、2枚知られている。1枚目は、1939年4月初めに撮影されたもので、リナが妊娠7か月半の時のものである。裸で立っている彼女の左側から撮影されており、日陰になっている壁の前に立っている。これは妊娠中に撮影された唯一の写真である 。もう1枚は、ヘラルド出産から11か月経った頃にリマで撮影されたもので、1枚目よりもはるかに鮮明に写っている。
1955年、思春期早発の影響を除いて、5歳の女の子がどのように子供を妊娠することができるかについては説明はなかった。5歳以下の小児における極度の早発性妊娠は、彼女以外では報告されていない。